# Народна партия (Испания)
Вижте пояснителната страница за други значения на Народна партия.
Народната партия (на испански: Partido Popular) е дясноцентристка либералконсервативна политическа партия в Испания.
Народната партия е основана през 1989 година с обединението на десния Народен алианс и няколко малки християндемократически и либерални партии. Водеща дясна партия в страната, тя управлява през 1996 – 2004 година, след което е най-голямата опозиционна партия. На изборите през ноември 2011 година печели абсолютно мнозинство в парламента и през декември образува правителство, начело със своя лидер Мариано Рахой. През 2015 година губи мнозинството си, получавайки 29% от гласовете и 123 от 350 места в долната камара. През 2016 година леко подобрява резултата си с 33% от гласовете и 137 депутати. Второто правителство на Мариано Рахой пада от власт през 2018 г. след успешен вот на недоверие.